# Ласло Сабо (борець)
Ласло Сабо (угор. Szabó László; нар. 21 червня 1991) — угорський борець греко-римського стилю, бронзовий призер чемпіонату світу, бронзовий призер чемпіонату Європи, чемпіон світу серед студентів.

## Життєпис
Боротьбою почав займатися з 2001 року.
Виступає за спортивний клуб UTE Будапешт. Тренери — Чаба Убранковіч, Мартін Габор.

## Спортивні результати на міжнародних змаганнях

### Виступи на Чемпіонатах світу
| Змагання                        | Збірна   | Вагова категорія                 | Місце  |
| ------------------------------- | -------- | -------------------------------- | ------ |
| Чемпіонат світу з боротьби 2014 | Угорщина | греко-римська боротьба, до 75 кг | 18     |
| Чемпіонат світу з боротьби 2015 | Угорщина | греко-римська боротьба, до 80 кг | 7      |
| Чемпіонат світу з боротьби 2016 | Угорщина | греко-римська боротьба, до 80 кг | Бронза |
| Чемпіонат світу з боротьби 2017 | Угорщина | греко-римська боротьба, до 80 кг | 11     |

### Виступи на Чемпіонатах Європи
| Змагання                         | Збірна   | Вагова категорія                 | Місце  |
| -------------------------------- | -------- | -------------------------------- | ------ |
| Чемпіонат Європи з боротьби 2014 | Угорщина | греко-римська боротьба, до 75 кг | 5      |
| Чемпіонат Європи з боротьби 2016 | Угорщина | греко-римська боротьба, до 75 кг | Бронза |
| Чемпіонат Європи з боротьби 2018 | Угорщина | греко-римська боротьба, до 82 кг | 5      |

### Виступи на Кубках світу
| Змагання                    | Збірна   | Вагова категорія                 | Місце |
| --------------------------- | -------- | -------------------------------- | ----- |
| Кубок світу з боротьби 2014 | Угорщина | греко-римська боротьба, до 75 кг | 4     |
| Кубок світу з боротьби 2015 | Угорщина | греко-римська боротьба, до 75 кг | 5     |

### Виступи на Універсіадах
| Змагання               | Збірна   | Вагова категорія                 | Місце |
| ---------------------- | -------- | -------------------------------- | ----- |
| Літня Універсіада 2013 | Угорщина | греко-римська боротьба, до 74 кг | 20    |

### Виступи на Чемпіонатах світу серед студентів
| Змагання                                        | Збірна   | Вагова категорія                 | Місце  |
| ----------------------------------------------- | -------- | -------------------------------- | ------ |
| Чемпіонат світу з боротьби серед студентів 2012 | Угорщина | греко-римська боротьба, до 74 кг | Срібло |
| Чемпіонат світу з боротьби серед студентів 2014 | Угорщина | греко-римська боротьба, до 75 кг | Золото |

### Виступи на інших змаганнях
| Змагання                                                  | Збірна   | Вагова категорія                 | Місце  |
| --------------------------------------------------------- | -------- | -------------------------------- | ------ |
| Золотий Гран-прі з боротьби 2013 (Сомбатгей)              | Угорщина | греко-римська боротьба, до 74 кг | 15     |
| Кубок Владислава Пітласинські 2013                        | Угорщина | греко-римська боротьба, до 74 кг | 16     |
| Кубок Ядегара Імама 2014                                  | Угорщина | греко-римська боротьба, до 75 кг | 8      |
| Золотий Гран-прі з боротьби 2014 (Сомбатгей)              | Угорщина | греко-римська боротьба, до 75 кг | 16     |
| Золотий Гран-прі з боротьби 2014 (Баку)                   | Угорщина | греко-римська боротьба, до 75 кг | Бронза |
| Вогні Москви 2014                                         | Угорщина | греко-римська боротьба, до 75 кг | 4      |
| Гран-прі FILA 2015                                        | Угорщина | греко-римська боротьба, до 75 кг | Срібло |
| Турнір Вехбі Емре і Гаміта Каплана 2015                   | Угорщина | греко-римська боротьба, до 75 кг | Бронза |
| Кубок Владислава Пітласинські 2015                        | Угорщина | греко-римська боротьба, до 80 кг | 5      |
| Гран-прі Загреба з боротьби 2016                          | Угорщина | греко-римська боротьба, до 80 кг | Срібло |
| Гран-прі Угорщини з боротьби 2016                         | Угорщина | греко-римська боротьба, до 75 кг | 17     |
| Тор Мастерс 2016                                          | Угорщина | греко-римська боротьба, до 75 кг | Бронза |
| Олімпійський кваліфікаційний турнір з боротьби 2016 (Їго) | Угорщина | греко-римська боротьба, до 75 кг | 9      |
| Кубок Владислава Пітласинські 2016                        | Угорщина | греко-римська боротьба, до 80 кг | 15     |
| Гран-прі Іспанії з боротьби 2016                          | Угорщина | греко-римська боротьба, до 80 кг | Бронза |
| Кубок Вантаа з боротьби 2016                              | Угорщина | греко-римська боротьба, до 80 кг | Бронза |
| Гран-прі Загреба з боротьби 2017                          | Угорщина | греко-римська боротьба, до 80 кг | 7      |
| Гран-прі Угорщини з боротьби 2017                         | Угорщина | греко-римська боротьба, до 80 кг | 12     |
| Турнір Дана Колова — Ніколи Петрова 2017                  | Угорщина | греко-римська боротьба, до 80 кг | Срібло |
| Кубок Владислава Пітласинські 2017                        | Угорщина | греко-римська боротьба, до 80 кг | 9      |
| Кубок Алроси 2017                                         | Угорщина | команда                          | Срібло |
| Гран-прі Загреба з боротьби 2018                          | Угорщина | греко-римська боротьба, до 82 кг | Бронза |
| Cerro Pelado International 2018                           | Угорщина | греко-римська боротьба, до 82 кг | Срібло |
| Гран-прі Німеччини з боротьби 2018                        | Угорщина | греко-римська боротьба, до 82 кг | Срібло |
| Меморіал Олега Караваєва 2018                             | Угорщина | греко-римська боротьба, до 82 кг | Золото |
| Гран-прі Загреба з боротьби 2019                          | Угорщина | греко-римська боротьба, до 77 кг | 15     |
| Гран-прі Угорщини з боротьби 2019                         | Угорщина | греко-римська боротьба, до 77 кг | 5      |

### Виступи на змаганнях молодших вікових груп
| Змагання                                       | Збірна   | Вагова категорія                 | Місце |
| ---------------------------------------------- | -------- | -------------------------------- | ----- |
| Чемпіонат Європи з боротьби серед кадетів 2008 | Угорщина | греко-римська боротьба, до 58 кг | 5     |
| Чемпіонат світу з боротьби серед юніорів 2010  | Угорщина | греко-римська боротьба, до 66 кг | 14    |
| Чемпіонат Європи з боротьби серед юніорів 2011 | Угорщина | греко-римська боротьба, до 66 кг | 13    |
| Чемпіонат світу з боротьби серед юніорів 2011  | Угорщина | греко-римська боротьба, до 66 кг | 24    |